# Tống Nhiệm Cùng
Tống Nhiệm Cùng (11 tháng 7 năm 1909 - 8 tháng 1 năm 2005) là một tướng lĩnh, chính khách Cộng hòa Nhân dân Trung Hoa. Ông được phong Thượng tướng đợt đầu tiên (1955) và lần lượt những chức vụ cao cấp như Tư lệnh Quân khu Thẩm Dương (1960 - 1968), Phó chủ tịch Hội nghị Hiệp thương Chính trị Nhân dân Trung Quốc (1973 - 1983), Trưởng Ban Tổ chức Trung ương Đảng Cộng sản Trung Quốc (1978 - 1983). Sau khi về hưu, ông giữ chức Phó Chủ nhiệm trong Ủy ban Cố vấn Trung ương Trung Quốc và được coi là một trong Bát đại nguyên lão.